# Nhiếp ảnh ý niệm
Nhiếp ảnh ý niệm (tiếng Anh: Conceptual photography) là một trào lưu nhiếp ảnh ra đời thế kỷ 20, theo đó trong tác phẩm nghệ thuật nhiếp ảnh, ý niệm (concept) hay ý tưởng (idea) được coi là điều quan trọng nhất.

## Lịch sử
Nhiếp ảnh ý niệm khởi nguồn lần đầu năm 1917, người đầu tiên đề ra ý niệm trào lưu này là nghệ sĩ người Pháp Marcel Duchamp với tác phẩm nổi tiếng Fountain trưng bày một chiếc bồn tiểu nam.

## Đặc điểm
Trong thể loại nhiếp ảnh này, những chủ thể, đối tượng có thể nhìn thấy được bằng mắt thường không phải là nội dung chính của bức ảnh. Nội dung chính trong ảnh ý niệm là những ẩn ý nằm bên dưới diện mạo tổng thể của bức ảnh. Đây là một phương thức thể hiện tư tưởng, triết lý của người chụp ảnh thông qua những đối tượng, vật thể được chụp. Để chuyển tải được một thông điệp hay ấn tượng nào đó của cuộc sống đến với người xem, nhà nhiếp ảnh thường phải có những ý niệm ban đầu, rồi sau đó mượn những biểu tượng, đường nét, sắc độ để hiện thực hóa ý tưởng đó. Chỉ có sự kết hợp nhuần nhuyễn giữa ý tưởng và các thủ pháp nhiếp ảnh, mới giúp tăng sự súc tích của ngôn ngữ nhiếp ảnh.

## Các nghệ sĩ theo trường phái nhiếp ảnh ý niệm tiêu biểu
- Misha Gordin (sinh năm 1946 tại Riga - Latvia, Liên Xô cũ) với các tác phẩm nổi tiếng: Doubt (Nghi ngờ), Confession (Lời thú tội)
- David La Chapelle
- Irving Penn với tác phẩm Cái nhìn sáo rỗng (Bunkly vision)
- William Zuback với bộ ảnh Gestation
- Bohnchan Koo (Hàn Quốc)
- Wang Quin Song (Trung Quốc) với tác phẩm Follow Me

## Nhiếp ảnh ý niệm Việt Nam
Những luận bàn được xem là nhiếp ảnh ý niệm ở Việt Nam gần đây, chỉ dừng lại ở khía cạnh hình thức của tác phẩm là chính, tức là theo lối dàn dựng. Trong số những nghệ sĩ nhiếp ảnh xuất thân từ khóa cao đẳng nhiếp ảnh đầu tiên của Việt Nam ở Sài Gòn, vào khoảng năm 2000, một vài dự án nhiếp ảnh nghệ thuật có thể xem là mang tính ý niệm là của Ngô Đình Trúc và Bùi Hữu Phước.
Bùi Hữu Phước thực hiện dự án "Hình thẻ" bắt đầu từ năm 2003, tuy có vẻ khôi hài nhưng những bức ảnh nhận dạng của anh đã khai phá một chiều kích khác sâu xa hơn cả việc nhận dạng cá nhân, đó là nhận dạng xã hội bằng nhiếp ảnh. Dự án Hình thẻ của anh được thực hiện trong một thời gian dài và được xem mang tính tư liệu lịch sử.
Ngô Đình Trúc tìm cách hòa trộn những thực hành nghệ thuật với công việc nhiếp ảnh thương mại của mình. Từ những hình ảnh có sẵn bất kỳ, anh đã can thiệp bằng cách thêm vào những văn bản để tạo ra tác phẩm nghệ thuật. Những bộ ảnh Chuyện phiếm và Cùng giống với nhau là những dự án mang tính ý niệm thể hiện qua cái cách mà Ngô Đình Trúc thay đổi ngữ cảnh của những hình ảnh sẵn có thành những tác phẩm nghệ thuật. Theo Ngô Đình Trúc, chỉ cần khám phá những khả năng ẩn dụ cũng như tiếp cận lại những ký ức tập thể trong một bức ảnh có sẵn bằng những trải nghiệm cá nhân chứ không tạo ra bức ảnh mới là một cách đặt vấn đề với những thực hành mỹ thuật chỉ nhắm đến hình thức phổ biến ở Việt Nam.
Triển lãm nhiếp ảnh ý niệm đầu tiên tại Việt Nam được tổ chức tại phòng tranh Quỳnh (65 Đề Thám, Quận 1, TP. Hồ Chí Minh), từ ngày 14 đến 30/10/2010 mang tên Nhật ký người nông dân của nhiếp ảnh gia Phan Quang. Tháng 7/2011, Phan Quang đã tham gia giải thưởng Dogma dành cho nghệ thuật chân dung tự họa ở TP. Hồ Chí Minh với tác phẩm nhiếp ảnh ý niệm Chân dung tự họa. Tác phẩm đã đoạt một trong 3 giải ấn tượng chung kết.